# 水平
水平（すいへい）とは、静かな水面のように傾きがなく平らなさま。重力が働く方向に垂直な面を水平面（すいへいめん、Horizontal plane）という。水平方向と言う場合、水平面に対して平行な方向となる。対して、水平面に対し垂直なさまを鉛直と言う。
水平を測るための道具として水平器がある。